# Bliznați, Șumen
Bliznați (în bulgară Близнаци) este un sat în comuna Hitrino, regiunea Șumen,  Bulgaria. 

## Demografie
Componența etnică a satului Bliznați
     Bulgari (13,59%)
     Turci (85,92%)
     Nicio identificare (0,48%)
     Altele (0%)
La recensământul din 2011, populația satului Bliznați era de 206 locuitori. Din punct de vedere etnic, majoritatea locuitorilor (85,92%) erau turci, cu o minoritate de bulgari (13,59%). Pentru 0,48% din locuitori nu este cunoscută apartenența etnică.